# Charles Baron de Tornaco
Charles Baron de Tornaco   (Vervoz, 12 de desembre de 1763 - Vervoz, 10 de desembre de 1837), també Charles Auguste de Tornaco de Vervoz, va ser un industrial i polític luxemburguès. Va néixer i va morir al castell de Vervoz a prop Clavier, Lieja.

## Biografia
La família Tornaco va venir de Sanem el 1738. L'emperador Carles VI els havia ennoblit amb la creació d'una baronia, pels seus serveis als Països Baixos. Charles-Auguste era el fill menor del baró Jean-Théodore de Tornaco.
A la seva joventut, va ser un oficial a l'exèrcit austríac. Ell va deixar l'exèrcit per convertir-se en un membre de la segona cambra dels Estats Generals holandesos.
Sota l'ocupació francesa, Napoleó el va nomenar alcalde de la ciutat de Luxemburg per decret el 5 d'abril de 1811, càrrec que va ocupar fins a juny de 1814. Es preocupava pel bé de la ciutat amb un profund sentit del deure, i també va representar els interessos de la ciutat davant les forces d'ocupació. De particular interès va ser la seva atenció pels soldats de tifus afligits de la ciutat.